# Nati nel 1992/Marzo
| Questa pagina contiene informazioni ricavate automaticamente dalle voci biografiche con l'ausilio del template Bio e di un bot. L'aggiornamento è periodico e automatico e ricostruisce completamente la pagina. Se manca una persona in questa lista, sei pregato di non aggiungerla, ma accertati piuttosto che la sua voce biografica contenga il template Bio e che i dati anagrafici siano correttamente compilati. Se il template Bio manca, inseriscilo tu stesso o, in alternativa, metti l'avviso {{tmp\|Bio}} che ne segnala la mancanza. Se i dati riportati sono sbagliati, correggi direttamente la voce biografica; le modifiche saranno visibili in questa lista entro pochi giorni. Per chiarimenti vedi il progetto biografie. La lista contiene solo le 539 persone che sono citate nell'enciclopedia e per le quali è stato implementato correttamente il template Bio. Pagina aggiornata al 18 ago 2025. |

- 1º marzo - Rohit Chand, calciatore nepalese
- 1º marzo - Harold Cummings, calciatore panamense
- 1º marzo - Alwyn George, calciatore indiano
- 1º marzo - Robert Heyer, ex cestista statunitense
- 1º marzo - Mohamed Ibrahim, calciatore egiziano
- 1º marzo - Julien Lopez, calciatore francese
- 1º marzo - Khyle Marshall, ex cestista e allenatore di pallacanestro statunitense
- 1º marzo - Édouard Mendy, calciatore francese
- 1º marzo - Joao Plata, calciatore ecuadoriano
- 1º marzo - Juan Camilo Saiz, calciatore colombiano
- 1º marzo - Martin Sladký, calciatore ceco
- 1º marzo - Dylan Teuns, ciclista su strada belga
- 1º marzo - Tomas Walsh, pesista neozelandese
- 2 marzo - Almahdi Ali Mukhtar, calciatore qatariota
- 2 marzo - Dion Bailey, giocatore di football americano statunitense
- 2 marzo - Kerem Bulut, ex calciatore australiano
- 2 marzo - Carl Davis, giocatore di football americano statunitense
- 2 marzo - Chaz Green, giocatore di football americano statunitense
- 2 marzo - Jeff Heuerman, giocatore di football americano statunitense
- 2 marzo - Nguyễn Huy Hùng, calciatore vietnamita
- 2 marzo - Armando Izzo, calciatore italiano
- 2 marzo - Lou Jialin, pallavolista cinese
- 2 marzo - Nicklas Maripuu, calciatore svedese
- 2 marzo - Vicky McIntyre, ex cestista statunitense
- 2 marzo - Jonathan Meades, ex calciatore gallese
- 2 marzo - Dor Mikha, calciatore israeliano
- 2 marzo - Agustín Olivera, calciatore uruguaiano
- 2 marzo - Tomáš Petrášek, calciatore ceco
- 2 marzo - Maisie Richardson-Sellers, attrice britannica
- 2 marzo - Luca Salvadori, pilota motociclistico italiano († 2024)
- 2 marzo - Devendro Singh, pugile indiano
- 2 marzo - Phuong Soksana, calciatore cambogiano
- 2 marzo - Bar Timor, cestista israeliano
- 2 marzo - Evalina van Putten, modella olandese
- 3 marzo - Bobley Anderson, ex calciatore ivoriano
- 3 marzo - Ali Bahjat, calciatore iracheno
- 3 marzo - Marija Bedarëva, ex sciatrice alpina russa
- 3 marzo - Simone Boye Sørensen, calciatrice danese
- 3 marzo - Chema, calciatore spagnolo
- 3 marzo - Andrew Donnal, giocatore di football americano statunitense
- 3 marzo - Gloria Hooper, velocista italiana
- 3 marzo - Ažbe Jug, calciatore sloveno
- 3 marzo - Keo Sokpheng, ex calciatore cambogiano
- 3 marzo - Jésus Konnsimbal, calciatore centrafricano
- 3 marzo - Fernando Lucas Martins, calciatore brasiliano
- 3 marzo - Filip Marković, ex calciatore serbo
- 3 marzo - Adda, cantante rumena
- 3 marzo - Devin Smith, giocatore di football americano statunitense
- 3 marzo - Martin Torp, calciatore norvegese
- 3 marzo - Luisa Usenich, calciatrice italiana
- 3 marzo - Walihan Sailike, lottatore cinese
- 3 marzo - Cody Wichmann, giocatore di football americano statunitense
- 3 marzo - Mitch Wishnowsky, giocatore di football americano australiano
- 4 marzo - Walter Acuña, calciatore argentino
- 4 marzo - Federico Angiulli, calciatore italiano
- 4 marzo - Nick Castellanos, giocatore di baseball statunitense
- 4 marzo - Đorđe Despotović, calciatore serbo
- 4 marzo - Grandy Glaze, ex cestista canadese
- 4 marzo - Jouni Kallunki, tuffatore finlandese
- 4 marzo - Nikos Karanikas, calciatore greco
- 4 marzo - Anton Kovalyov, scacchista canadese
- 4 marzo - Anna Lacchini, calciatrice italiana
- 4 marzo - Erik Lamela, ex calciatore argentino
- 4 marzo - Bernd Leno, calciatore tedesco
- 4 marzo - Yacine Louati, pallavolista francese
- 4 marzo - Nemanja Mijušković, calciatore montenegrino
- 4 marzo - Karl Mööl, calciatore estone
- 4 marzo - Andrey Popoviç, calciatore azero
- 4 marzo - Hassan Saaid, velocista maldiviano
- 4 marzo - Shadi Shaban, ex calciatore israeliano
- 4 marzo - Haruyo Shimamura, pallavolista giapponese
- 4 marzo - Jared Sullinger, cestista statunitense
- 5 marzo - Macarena Achaga, attrice, modella e cantante argentina
- 5 marzo - Jonás Aguirre, calciatore argentino
- 5 marzo - Amber Anderson, attrice e modella britannica
- 5 marzo - Taylor Averill, pallavolista statunitense
- 5 marzo - Gianmario Comi, calciatore italiano
- 5 marzo - Federico Gaio, tennista italiano
- 5 marzo - Alejandro Galindo, calciatore guatemalteco
- 5 marzo - Francisco Grahl, calciatore argentino
- 5 marzo - Javhen Hal'čuk, calciatore ucraino
- 5 marzo - Tina Hermann, skeletonista tedesca
- 5 marzo - Moisés Hernández, ex calciatore guatemalteco
- 5 marzo - Oliver Homuth, tuffatore tedesco
- 5 marzo - Jaroslav Kvasov, calciatore ucraino
- 5 marzo - Hunter Mickelson, cestista statunitense
- 5 marzo - Maximiliano Olivera, calciatore uruguaiano
- 5 marzo - Anton Saroka, ex calciatore bielorusso
- 5 marzo - Matt Stainbrook, cestista statunitense
- 6 marzo - Luca Acri, ballerino giapponese
- 6 marzo - Sam Bankman-Fried, truffatore statunitense
- 6 marzo - Raphael Beck, giocatore di badminton tedesco
- 6 marzo - Sarah De Bono, cantante australiana
- 6 marzo - Pietro Iemmello, calciatore italiano
- 6 marzo - Volodymyr Koval', calciatore ucraino
- 6 marzo - Kei Marumo, sincronetta giapponese
- 6 marzo - Antonio Perošević, calciatore croato
- 6 marzo - Gloria Rodríguez, ciclista su strada e pistard spagnola
- 6 marzo - Eugenio Rossi, altista sammarinese
- 6 marzo - Marcão, calciatore brasiliano
- 6 marzo - Ivan Savickij, ex ciclista su strada e pistard russo
- 6 marzo - Irnes Škorić, giocatore di calcio a 5 sloveno
- 6 marzo - Momoko Tsugunaga, cantante giapponese
- 6 marzo - Luis Vila, calciatore argentino
- 6 marzo - Wbeymar, calciatore colombiano
- 7 marzo - Ante Bakmaz, calciatore australiano
- 7 marzo - Zacharie Boucher, calciatore francese
- 7 marzo - Yulema Corres, ex calciatrice spagnola
- 7 marzo - Íñigo Eguaras, calciatore spagnolo
- 7 marzo - Robinson Ferreira, calciatore uruguaiano
- 7 marzo - Quanera Hayes, velocista statunitense
- 7 marzo - Justin Kelly, attore canadese
- 7 marzo - David Parry, giocatore di football americano statunitense
- 7 marzo - Michael Petrolini, regista, sceneggiatore e direttore della fotografia italiano
- 7 marzo - Vanessa Ponce, modella messicana
- 7 marzo - Bel Powley, attrice britannica
- 7 marzo - Diego Virrueta, calciatore peruviano
- 7 marzo - Yun Il-lok, calciatore sudcoreano
- 7 marzo - Artem Šabanov, calciatore ucraino
- 8 marzo - Aleksandr Foliforov, ex ciclista su strada russo
- 8 marzo - Cedric Mabwati, calciatore congolese (Repubblica Democratica del Congo)
- 8 marzo - Christopher Naliali, velocista francese
- 8 marzo - František Plach, calciatore slovacco
- 8 marzo - Vardan Poġosyan, ex calciatore armeno
- 8 marzo - Nikola Popara, calciatore bosniaco
- 8 marzo - Charlie Ray, attrice statunitense
- 8 marzo - Toru Shishime, judoka giapponese
- 8 marzo - Şöhrat Söýünow, calciatore turkmeno
- 9 marzo - Oke Akpoveta, calciatore nigeriano
- 9 marzo - Chikoti Chirwa, calciatore malawiano
- 9 marzo - Federico Coria, tennista argentino
- 9 marzo - Patrick Dogue, pentatleta tedesco
- 9 marzo - Alex Essoe, attrice canadese
- 9 marzo - Jamierra Faulkner, ex cestista statunitense
- 9 marzo - Fricky, rapper svedese
- 9 marzo - James Fulton, copilota di rally irlandese
- 9 marzo - Nikola Gatarić, calciatore croato
- 9 marzo - Shabir Isoufi, calciatore olandese
- 9 marzo - Cornelia Jakobs, cantante svedese
- 9 marzo - Tomasz Jaszczuk, lunghista polacco
- 9 marzo - Huang Jiabin, pugile cinese
- 9 marzo - João Pedro Geraldino dos Santos Galvão, calciatore brasiliano
- 9 marzo - Filip Mihaljević, calciatore croato
- 9 marzo - Paná, calciatore angolano
- 9 marzo - Mateusz Przybylko, altista tedesco
- 9 marzo - Strahinja Rašović, pallanuotista serbo
- 9 marzo - Jamie Reckord, calciatore inglese
- 9 marzo - Daniele Secci, ex pesista italiano
- 9 marzo - Gaspar Servio, calciatore argentino
- 9 marzo - Raphaël Stacchiotti, nuotatore lussemburghese
- 9 marzo - María Eugenia Suárez, attrice, cantante e modella argentina
- 9 marzo - Emile Paul Tendeng, ex calciatore senegalese
- 9 marzo - Luis Télles, calciatore messicano
- 9 marzo - Victor Ulloa, calciatore messicano
- 9 marzo - Núria Vilarrubla, canoista spagnola
- 9 marzo - Soukaphone Vongchiengkham, calciatore laotiano
- 9 marzo - Ionuț Andrei Șerban, calciatore rumeno
- 10 marzo - Lazar Bogićević, giocatore di football americano serbo
- 10 marzo - Pylyp Budkivs'kyj, calciatore ucraino
- 10 marzo - Cecilia Camellini, ex nuotatrice italiana
- 10 marzo - Rod Camphor, cestista statunitense
- 10 marzo - Pablo Espinosa, attore spagnolo
- 10 marzo - Faduley, ex calciatore saotomense
- 10 marzo - Fei Li, schermitrice cinese
- 10 marzo - Roberta Filippozzi, ex calciatrice italiana
- 10 marzo - Andrew Mobberly, calciatore samoano
- 10 marzo - Ruben Gabrielsen, calciatore norvegese
- 10 marzo - Marko Gajić, calciatore serbo
- 10 marzo - Marina Golbahari, attrice afghana
- 10 marzo - Johan Häggström, fondista svedese
- 10 marzo - Bernhard Janeczek, ex calciatore austriaco
- 10 marzo - Neeskens Kebano, calciatore francese
- 10 marzo - Michele Niggeler, schermidore svizzero
- 10 marzo - Emily Osment, attrice e cantante statunitense
- 10 marzo - Maliele Vincent Pule, calciatore sudafricano
- 10 marzo - Pablo Rosales, calciatore argentino
- 10 marzo - Valentina Rosselli, effettista italiana
- 10 marzo - Ty Sambrailo, ex giocatore di football americano statunitense
- 10 marzo - Tadej Vidmajer, calciatore sloveno
- 11 marzo - Cándida Arias, pallavolista dominicana
- 11 marzo - Akeem Haynes, velocista canadese
- 11 marzo - Jabarie Hinds, cestista statunitense
- 11 marzo - Ante Hrkać, calciatore bosniaco
- 11 marzo - Kim Gyu-hui, ex cestista sudcoreana
- 11 marzo - Karolis Laukžemis, calciatore lituano
- 11 marzo - Fanny Lecluyse, ex nuotatrice belga
- 11 marzo - Fabrício Lusa, calciatore brasiliano
- 11 marzo - Christian Myklebust, calciatore norvegese
- 11 marzo - Jussandro, ex calciatore brasiliano
- 11 marzo - Scott Robinson, calciatore scozzese
- 11 marzo - Manuel Senni, ex ciclista su strada italiano
- 11 marzo - Florian Trinks, ex calciatore tedesco
- 11 marzo - Nao Tōyama, cantante e doppiatrice giapponese
- 11 marzo - Seito Yamamoto, astista giapponese
- 11 marzo - Matheus Carvalho, calciatore brasiliano
- 11 marzo - Carlos de Pena, calciatore uruguaiano
- 12 marzo - Willian Arão, calciatore brasiliano
- 12 marzo - Daniele Baselli, calciatore italiano
- 12 marzo - Artemij Sergeevič Beljakov, danzatore russo
- 12 marzo - Lucas Bolo, giocatore di calcio a 5 argentino
- 12 marzo - Crislan, calciatore brasiliano
- 12 marzo - Gabriela Cursaru, ex cestista rumena
- 12 marzo - Jordan Ferri, calciatore francese
- 12 marzo - Jelani Jenkins, ex giocatore di football americano statunitense
- 12 marzo - Giovanni León, ex calciatore messicano
- 12 marzo - Ciara Mageean, mezzofondista irlandese
- 12 marzo - Torgil Øwre Gjertsen, giocatore di calcio a 5 e calciatore norvegese
- 12 marzo - Ondřej Petrák, calciatore ceco
- 12 marzo - Dennys Quiñónez, calciatore ecuadoriano
- 12 marzo - Seityasen Singh, calciatore indiano
- 12 marzo - Jiří Skalák, calciatore ceco
- 12 marzo - Martin Sonnerer, ex pallamanista italiano
- 12 marzo - Malina Terrell, pallavolista statunitense
- 12 marzo - Cedric Tylleman, attore belga
- 12 marzo - Daniils Ulimbaševs, calciatore lettone
- 12 marzo - Miha Vašl, cestista sloveno
- 12 marzo - Yosvany Veitía, pugile cubano
- 13 marzo - Fabian Ebner, ex hockeista su ghiaccio italiano
- 13 marzo - Benjamin Fletcher, judoka britannico
- 13 marzo - Falyn Fonoimoana, pallavolista statunitense
- 13 marzo - Lucy Fry, attrice australiana
- 13 marzo - Matheus Galdezani, calciatore brasiliano
- 13 marzo - Dener Gomes Clemente, calciatore brasiliano
- 13 marzo - Molly Hannis, nuotatrice statunitense
- 13 marzo - Kamaiyah, rapper e cantante statunitense
- 13 marzo - L, cantante e attore sudcoreano
- 13 marzo - Irak'li Kobalia, ex calciatore georgiano
- 13 marzo - Daniel Luxbacher, calciatore austriaco
- 13 marzo - George MacKay, attore britannico
- 13 marzo - Ozuna, cantante, rapper e attore portoricano
- 13 marzo - Jereme Richmond, ex cestista statunitense
- 13 marzo - Kaya Scodelario, attrice e modella britannica
- 13 marzo - Fran Sol, calciatore spagnolo
- 13 marzo - Esther Sunday, calciatrice nigeriana
- 13 marzo - Luca Wackermann, ciclista su strada e mountain biker italiano
- 13 marzo - Susanna Zorzi, ex ciclista su strada italiana
- 13 marzo - Romário Guilherme dos Santos, calciatore brasiliano
- 14 marzo - Delainey Aigner-Swesey, pallavolista e giocatrice di beach volley statunitense
- 14 marzo - Alberto Alverà, giocatore di curling italiano
- 14 marzo - Tsanko Arnaudov, pesista portoghese
- 14 marzo - Youcef Belaïli, calciatore algerino
- 14 marzo - Giacomo Beretta, calciatore italiano
- 14 marzo - Kristen Bujnowski, bobbista canadese
- 14 marzo - Jakson Follmann, ex calciatore brasiliano
- 14 marzo - Erik Gustafsson, hockeista su ghiaccio svedese
- 14 marzo - Yasuhiro Koseki, ex nuotatore giapponese
- 14 marzo - Mikael Kuronen, hockeista su ghiaccio finlandese
- 14 marzo - Mardik Mardikian, calciatore siriano
- 14 marzo - Juan Muñiz, calciatore spagnolo
- 14 marzo - Elmar Reinders, ciclista su strada olandese
- 14 marzo - Martín Rivas, calciatore uruguaiano
- 14 marzo - Shotzi Blackheart, wrestler statunitense
- 14 marzo - Alin Toșca, calciatore rumeno
- 14 marzo - Mfon Udoh, calciatore nigeriano
- 14 marzo - Lando Vannata, artista marziale misto statunitense
- 14 marzo - José Luis dos Santos Pinto, calciatore brasiliano
- 15 marzo - Aly Ahmed, cestista egiziano
- 15 marzo - Sosie Bacon, attrice statunitense
- 15 marzo - Luciano Del Rio, lottatore argentino
- 15 marzo - Harrison Delbridge, calciatore australiano
- 15 marzo - Devonta Freeman, giocatore di football americano statunitense
- 15 marzo - Thea Garrett, cantante maltese
- 15 marzo - Mia Hoang, modella vietnamita
- 15 marzo - Joseph Lopy, calciatore senegalese
- 15 marzo - Thiago Mendes, calciatore brasiliano
- 15 marzo - Yven Moyo, calciatore francese
- 15 marzo - Simon Murray, calciatore scozzese
- 15 marzo - Renzo Olivo, tennista argentino
- 15 marzo - Anna Shaffer, attrice britannica
- 15 marzo - Jeremy de Nooijer, calciatore olandese
- 16 marzo - Božo Anđelić, pallamanista montenegrino
- 16 marzo - Diego Calva, attore messicano
- 16 marzo - Brett Davern, attore statunitense
- 16 marzo - Allan Dell, rugbista a 15 sudafricano
- 16 marzo - Sam Gallaway, calciatore australiano
- 16 marzo - Gabriel Gudiño, calciatore argentino
- 16 marzo - Tim Hardaway, cestista statunitense
- 16 marzo - Mikel Iturria, ex ciclista su strada spagnolo
- 16 marzo - Andrew Jackson, giocatore di football americano statunitense
- 16 marzo - Kim Mi-soo, attrice e modella sudcoreana († 2022)
- 16 marzo - Stéphane Lefebvre, pilota di rally francese
- 16 marzo - Liu Shanshan, ex calciatrice cinese
- 16 marzo - Niklas Mattsson, snowboarder svedese
- 16 marzo - Matteo Mulas, canottiere italiano
- 16 marzo - Damian Sylwestrzak, arbitro di calcio polacco
- 16 marzo - Chris Wakelin, giocatore di snooker inglese
- 16 marzo - Lotem Zino, ex calciatore israeliano
- 17 marzo - Rico Benatelli, calciatore tedesco
- 17 marzo - Eliza Bennett, attrice e cantante britannica
- 17 marzo - Julien Bernard, ciclista su strada francese
- 17 marzo - John Boyega, attore britannico
- 17 marzo - Patrick Cantlay, golfista statunitense
- 17 marzo - Pierrick Cros, calciatore francese
- 17 marzo - Jodel Dossou, calciatore beninese
- 17 marzo - Margo Geer, nuotatrice statunitense
- 17 marzo - Shahfiq Ghani, calciatore singaporiano
- 17 marzo - Marin Glavaš, calciatore croato
- 17 marzo - Louis Hunter, attore e doppiatore australiano
- 17 marzo - Mathis Mönninghoff, cestista tedesco
- 17 marzo - Karim Onisiwo, calciatore austriaco
- 17 marzo - Pauline Peyraud-Magnin, calciatrice francese
- 17 marzo - Chananan Pombuppha, calciatore thailandese
- 17 marzo - Héctor Quiñónes, ex calciatore colombiano
- 17 marzo - Germán Rivero, calciatore argentino
- 17 marzo - Taylor Sander, giocatore di beach volley e pallavolista statunitense
- 17 marzo - Jackichand Singh, calciatore indiano
- 17 marzo - Yeltsin Tejeda, calciatore costaricano
- 17 marzo - Milan Trajković, ostacolista serbo
- 18 marzo - Anthony Barr, giocatore di football americano statunitense
- 18 marzo - Javier Cabrera, calciatore uruguaiano
- 18 marzo - Jacob Collins-Levy, attore australiano
- 18 marzo - Mandar Rao Dessai, calciatore indiano
- 18 marzo - Paul Gladon, calciatore olandese
- 18 marzo - Stanton Kidd, cestista statunitense
- 18 marzo - Ol'ha Ljachova, mezzofondista ucraina
- 18 marzo - Trey Mancini, giocatore di baseball statunitense
- 18 marzo - Emil Martinov, calciatore bulgaro
- 18 marzo - Jemima Moore, atleta paralimpica australiana
- 18 marzo - Kylie Nadaner, calciatrice statunitense
- 18 marzo - Reggis Onwukamuche, ex cestista statunitense
- 18 marzo - Renata Pudláková, ex cestista ceca
- 18 marzo - Pablo Santos, calciatore brasiliano
- 18 marzo - Ferjani Sassi, calciatore tunisino
- 18 marzo - Žygimantas Skučas, cestista lituano
- 18 marzo - Daan Smith, calciatore olandese
- 18 marzo - Leonardo da Silva Souza, calciatore brasiliano
- 18 marzo - Roope Tonteri, ex snowboarder finlandese
- 18 marzo - Giulia Vecchio, attrice e imitatrice italiana
- 18 marzo - Enrico Zampa, calciatore italiano
- 19 marzo - François Bidard, ex ciclista su strada francese
- 19 marzo - Josephine Chukwunonye, calciatrice nigeriana
- 19 marzo - Álex Gallar, calciatore spagnolo
- 19 marzo - Ørjan Hopen, calciatore norvegese
- 19 marzo - Miloš Jojić, calciatore serbo
- 19 marzo - Adam Loomis, ex combinatista nordico statunitense
- 19 marzo - Alex Maloney, velista neozelandese
- 19 marzo - Sameh Maraaba, calciatore palestinese
- 19 marzo - Evaldas Petrauskas, pugile lituano
- 19 marzo - Moron Phillip, calciatore grenadino
- 19 marzo - Ïgor' Pïkalkïn, calciatore kazako
- 19 marzo - Cody Sokol, ex giocatore di football americano statunitense
- 20 marzo - Lara Arruabarrena, ex tennista spagnola
- 20 marzo - Oleh Barannik, calciatore ucraino
- 20 marzo - Clyde Borg, calciatore maltese
- 20 marzo - Shilique Calhoun, giocatore di football americano statunitense
- 20 marzo - Matías Caseras, calciatore uruguaiano
- 20 marzo - Leila George, attrice australiana
- 20 marzo - Abdoulaye Diallo, ex calciatore francese
- 20 marzo - Justin Faulk, hockeista su ghiaccio statunitense
- 20 marzo - Hiroshi Futami, ex calciatore giapponese
- 20 marzo - Fatima Ezzahra Gardadi, maratoneta marocchina
- 20 marzo - Baïssama Sankoh, calciatore francese
- 20 marzo - Tonia Tisdell, calciatore liberiano
- 20 marzo - Ruggero Tita, velista italiano
- 21 marzo - Jordi Amat, calciatore spagnolo
- 21 marzo - Jean-David Beauguel, calciatore francese
- 21 marzo - Éber Bessa, calciatore brasiliano
- 21 marzo - Dustin Corea, calciatore salvadoregno
- 21 marzo - Jean Paul Farrugia, calciatore maltese
- 21 marzo - Kieron Freeman, calciatore gallese
- 21 marzo - Román Golobart, ex calciatore spagnolo
- 21 marzo - Andrei Hergheligiu, calciatore rumeno
- 21 marzo - Lucien Hinge, calciatore vanuatuano
- 21 marzo - Killer Kelly, wrestler portoghese
- 21 marzo - Julian Korb, calciatore tedesco
- 21 marzo - Dawid Kudła, calciatore polacco
- 21 marzo - Aïssata Maïga, ex cestista maliana
- 21 marzo - Josh Mance, velocista statunitense
- 21 marzo - Vanessa Marina, danzatrice portoghese
- 21 marzo - Tracy Mpati Bibuangu, calciatore belga
- 21 marzo - Chiney Ogwumike, cestista statunitense
- 21 marzo - Karolína Plíšková, tennista ceca
- 21 marzo - Kristýna Plíšková, tennista ceca
- 21 marzo - Jakub Żubrowski, ex calciatore polacco
- 22 marzo - Jessie Andrews, ex attrice pornografica, designer e imprenditrice statunitense
- 22 marzo - Oğuz Han Aynaoğlu, calciatore danese
- 22 marzo - Lucas Baldunciel, calciatore argentino
- 22 marzo - Martin Bjørnbak, calciatore norvegese
- 22 marzo - Alessandro Blasi, pallavolista italiano
- 22 marzo - Esteban Espíndola, ex calciatore argentino
- 22 marzo - Luke Freeman, calciatore inglese
- 22 marzo - Taylor MacDonald, calciatore americo-verginiano
- 22 marzo - Walter Tavares, cestista capoverdiano
- 22 marzo - Chatchawit Techarukpong, attore, conduttore televisivo e cantante thailandese
- 22 marzo - Katarzyna Wasick, nuotatrice polacca
- 22 marzo - João Gabriel da Silva Teles, calciatore brasiliano
- 23 marzo - Lewis Burton, ex tennista e modello britannico
- 23 marzo - Clément Carisey, ciclista su strada francese
- 23 marzo - Tolga Ciğerci, calciatore turco
- 23 marzo - Giada Colombo, canottiera italiana
- 23 marzo - Ana Marcela Cunha, nuotatrice brasiliana
- 23 marzo - Christian Díaz, cestista spagnolo
- 23 marzo - Bastien Héry, calciatore malgascio
- 23 marzo - Kyrie Irving, cestista statunitense
- 23 marzo - Fahad Khalfan, calciatore qatariota
- 23 marzo - Vanessa Morgan, attrice e cantante canadese
- 23 marzo - Katie Nazer-Hennings, attrice australiana
- 23 marzo - Luce Ndolo Ewelé, calciatrice francese
- 23 marzo - Gastón Rodríguez Maeso, calciatore uruguaiano
- 23 marzo - Axel Rombaldoni, scacchista italiano
- 23 marzo - Marlon Tapales, pugile filippino
- 23 marzo - Topic, disc jockey, musicista e produttore discografico tedesco
- 23 marzo - Nikos Tsoukalos, calciatore greco
- 23 marzo - Ejike Uzoenyi, ex calciatore nigeriano
- 23 marzo - Igor Vetokele, calciatore angolano
- 23 marzo - Jan Waldner, ex hockeista su ghiaccio italiano
- 23 marzo - Diego Živulić, calciatore croato
- 24 marzo - Mr.Kitty, cantautore, disc jockey e produttore discografico statunitense
- 24 marzo - Ayoub Blomberg, giocatore di calcio a 5 e calciatore norvegese
- 24 marzo - Billy Bodin, calciatore gallese
- 24 marzo - Aaron Brown, ex cestista statunitense
- 24 marzo - Mauricio Castañeda, ex calciatore messicano
- 24 marzo - Thomas Delaine, calciatore francese
- 24 marzo - Yefri Duque, giocatore di calcio a 5 colombiano
- 24 marzo - Peppe Femling, ex biatleta svedese
- 24 marzo - George Fochive, ex calciatore statunitense
- 24 marzo - Martin Frýdek, calciatore ceco
- 24 marzo - Faye Gulini, snowboarder statunitense
- 24 marzo - Vanessa Hinz, ex biatleta e ex fondista tedesca
- 24 marzo - Martin Hála, calciatore ceco
- 24 marzo - Marco Lodadio, ginnasta italiano
- 24 marzo - Antonio Marku, calciatore albanese
- 24 marzo - Imogen Morris Clarke, modella inglese
- 24 marzo - Jennifer Piot, ex sciatrice alpina francese
- 24 marzo - MyCole Pruitt, giocatore di football americano statunitense
- 24 marzo - Federico Rasic, calciatore argentino
- 24 marzo - Andreas Vangstad, ex ciclista su strada norvegese
- 24 marzo - Érik Vera, calciatore messicano
- 24 marzo - Federico Viviani, calciatore italiano
- 24 marzo - Justine De Jonckheere, modella belga
- 25 marzo - Kyan Anderson, cestista statunitense
- 25 marzo - Simone Branca, calciatore italiano
- 25 marzo - Valentin Eysseric, calciatore francese
- 25 marzo - Jeppe Illum, calciatore danese
- 25 marzo - David Jensen, ex calciatore danese
- 25 marzo - Shawn Jones, cestista statunitense
- 25 marzo - Evan King, tennista statunitense
- 25 marzo - Elizabeth Lail, attrice statunitense
- 25 marzo - Matt López, cestista statunitense
- 25 marzo - T.J. McConnell, cestista statunitense
- 25 marzo - Simone Molteni, canottiere italiano
- 25 marzo - Nuno Miguel Monteiro Rocha, calciatore capoverdiano
- 25 marzo - Yasmine Naghdi, ballerina britannica
- 25 marzo - Aristote Nsiala, calciatore congolese (Repubblica Democratica del Congo)
- 25 marzo - Bryan Pelé, calciatore francese
- 25 marzo - Joana Ribeiro, attrice portoghese
- 25 marzo - Pia Rijsdijk, calciatrice olandese
- 25 marzo - Gernot Trauner, calciatore austriaco
- 25 marzo - Keita Watanabe, pattinatore di short track giapponese
- 25 marzo - Michael Zerafa, pugile australiano
- 26 marzo - Gael Acosta, calciatore messicano
- 26 marzo - Nina Agdal, modella danese
- 26 marzo - Romario Benzar, calciatore rumeno
- 26 marzo - Emanuel Brítez, calciatore argentino
- 26 marzo - Stav Finish, calciatore israeliano
- 26 marzo - Agustín García Basso, calciatore argentino
- 26 marzo - Alice Giancristofaro, pallanuotista italiana
- 26 marzo - Rob Hartog, pilota motociclistico olandese
- 26 marzo - Goran Huskić, cestista serbo
- 26 marzo - Karen Israyelyan, ex calciatore armeno
- 26 marzo - Dmitrij Kabutov, calciatore russo
- 26 marzo - Florian Koch, cestista tedesco
- 26 marzo - Stefan Luitz, ex sciatore alpino tedesco
- 26 marzo - Kevin Ortega, arbitro di calcio peruviano
- 26 marzo - Haley Ramm, attrice statunitense
- 26 marzo - Stefano Rijssel, ex calciatore surinamese
- 26 marzo - Guillermo Ruggeri, ostacolista argentino
- 26 marzo - Casper Sloth, ex calciatore danese
- 26 marzo - Stoffel Vandoorne, pilota automobilistico belga
- 27 marzo - Johannes Brunner, giocatore di football americano svizzero
- 27 marzo - Lukáš Budínský, calciatore ceco
- 27 marzo - Ryan Cochran-Siegle, sciatore alpino statunitense
- 27 marzo - Julián Luque, ex calciatore spagnolo
- 27 marzo - Arthur De Greef, ex tennista e allenatore di tennis belga
- 27 marzo - Mark Gillespie, calciatore inglese
- 27 marzo - Grant Hardie, giocatore di curling britannico
- 27 marzo - István Kovács, ex calciatore ungherese
- 27 marzo - Marc Muniesa, calciatore spagnolo
- 27 marzo - Pedro Obiang, calciatore spagnolo
- 27 marzo - Chris Olivier, cestista statunitense
- 27 marzo - Josh Shaw, giocatore di football americano statunitense
- 27 marzo - Ben Vehava, calciatore israeliano
- 27 marzo - Max Veloso, calciatore portoghese
- 27 marzo - Aoi Yūki, doppiatrice, attrice e cantante giapponese
- 28 marzo - Aleksandar Andrejević, calciatore serbo
- 28 marzo - Idriz Batha, calciatore albanese
- 28 marzo - Elena Bogdan, tennista rumena
- 28 marzo - Richard Dixon, ex calciatore panamense
- 28 marzo - Sergi Gómez, calciatore spagnolo
- 28 marzo - Nicolas Hamilton, pilota automobilistico britannico
- 28 marzo - Liam Hess, attore televisivo britannico
- 28 marzo - Bachtijar Kožataev, ex ciclista su strada kazako
- 28 marzo - Park Seung-hi, pattinatrice di short track e pattinatrice di velocità su ghiaccio sudcoreana
- 28 marzo - Adrian Phillips, giocatore di football americano statunitense
- 28 marzo - Alicia Quirk, rugbista a 15 australiana
- 28 marzo - Simone Ragusi, rugbista a 15 italiano
- 28 marzo - Bryan Silva Garcia, calciatore brasiliano
- 28 marzo - Berta Vázquez, attrice ucraina
- 28 marzo - Francesca Vitale, ex calciatrice italiana
- 29 marzo - Levan Arabuli, lottatore georgiano
- 29 marzo - Johnathan Hankins, giocatore di football americano statunitense
- 29 marzo - Jo Woo-ri, attrice sudcoreana
- 29 marzo - Matheus Lima Magalhães, calciatore brasiliano
- 29 marzo - Chris Massoglia, attore statunitense
- 29 marzo - Vítor Bruno Rodrigues Gonçalves, calciatore portoghese
- 29 marzo - Milan Rundić, calciatore serbo
- 30 marzo - Stuart Armstrong, calciatore scozzese
- 30 marzo - Ketama126, rapper e produttore discografico italiano
- 30 marzo - Alhassane Bangoura, calciatore guineano
- 30 marzo - Anastasija Bodnaruk, scacchista russa
- 30 marzo - César de la Hoz, calciatore spagnolo
- 30 marzo - Cyril Errington, calciatore nicaraguense
- 30 marzo - Ólafur Karl Finsen, calciatore islandese
- 30 marzo - Sadie Gibbs, wrestler inglese
- 30 marzo - Frano Mlinar, calciatore croato
- 30 marzo - Palak Muchhal, cantante e filantropa indiana
- 30 marzo - Jannis Niewöhner, attore tedesco
- 30 marzo - Christoph Riegler, calciatore austriaco
- 30 marzo - Bob Schepers, calciatore olandese
- 30 marzo - Mino, rapper, cantautore e produttore discografico sudcoreano
- 30 marzo - Irina Staršenbaum, attrice russa
- 30 marzo - Johnny Walker, artista marziale misto brasiliano
- 31 marzo - Tesho Akindele, ex calciatore canadese
- 31 marzo - Fran Carbià, calciatore spagnolo
- 31 marzo - Phil Dunster, attore britannico
- 31 marzo - PAWSA, disc jockey e produttore discografico britannico
- 31 marzo - William Gros, calciatore malgascio
- 31 marzo - Julian Jeanvier, calciatore guineano
- 31 marzo - Henri Laaksonen, tennista finlandese
- 31 marzo - Daniel López Albés, ex calciatore spagnolo
- 31 marzo - Christian Mathenia, calciatore tedesco
- 31 marzo - Esther Petrack, modella statunitense
- 31 marzo - Bojan Radulović, ex cestista sloveno
- 31 marzo - Sérgio Sasaki, ginnasta brasiliano
- 31 marzo - Marcus Smith, giocatore di football americano statunitense
- 31 marzo - Paweł Słowiok, combinatista nordico polacco
- 31 marzo - Naoto Tobe, altista giapponese
- 31 marzo - Ben Toolis, rugbista a 15 australiano
- 31 marzo - Leterrius Walton, giocatore di football americano statunitense